# Наташа Иванчевић
Наташа Иванчевић (Добој, 7. мај 1965) српска је глумица.

## Биографија
Глуму је дипломирала на Академији сценских уметности у Сарајеву, у класи професора Боре Стјепановића 1988. године. Глумом је почела професионално да се бави од 1984. године улогом у филму И то ће проћи. Играла је у Народном позоришту у Сарајеву, Камерни театар 55 у Сарајеву од 1988. до 1992. године, у Народном позоришту у Подгорици од 1993. године. Члан је Народног позоришта Републике Српске од 2000. године.
Живи у Бањој Луци.

## Филмографија
| Год.  | Назив                                        | Улога             |
| ----- | -------------------------------------------- | ----------------- |
| 1985. | У затвору                                    |                   |
| 1985. | И то ће проћи                                | Јелица            |
| 1986. | Вријеме прошло — вријеме садашње (ТВ серија) |                   |
| 1986. | Посљедњи скретничар узаног колосијека        |                   |
| 1991  | Дјелидба                                     | Рабија            |
| 1994. | Голи живот                                   | Венера            |
| 2007. | Са двије ноге у земљи                        | Мајка             |
| 2007. | Има нас двојица                              |                   |
| 2008. | То топло љето                                | Џенана            |
| 2009. | 32. децембар                                 | тетка Боса        |
| 2009. | Испод моста                                  |                   |
| 2010. | Бесмртник и богиња                           | богиња            |
| 2011. | Балкански витезови                           | сељанка           |
| 2012. | Кад буде, биће                               | учитељица Мирјана |
| 2012. | Добро јутро, комшија                         | Видосава          |
| 2013. | Топ је био врео                              | тета са питом     |
| 2014. | Добро јутро комшија 2                        | Видосава          |
| 2014. | Уздах на крову                               |                   |
| 2015. | Пред фајронт                                 | Стевка            |
| 2016. | Добро јутро комшија 3                        | Видосава          |
| 2016. | Луд, збуњен, нормалан                        | Анкица            |
| 2016. | Лажни свједок                                | Судија 2          |
| 2017. | Добро јутро комшија 4                        | Видосава          |
| 2019. | Добро јутро комшија 5                        | Видосава          |
| 2020. | Срећан пут, комшија                          | Видосава          |
| 2021. | Добро јутро, комшија 7                       | Видосава          |
| 2021. | Адвокадо                                     | Ружа              |
| 2022. | Добро јутро, комшија 8                       | Видосава          |